# Poincaré-Gruppe
Die Poincaré-Gruppe (benannt nach dem französischen Mathematiker und Physiker Henri Poincaré) ist eine spezielle Gruppe in der Mathematik, die Anwendungen in der Physik gefunden hat. In älteren Publikationen wird auch von der "inhomogenen Lorentzgruppe" gesprochen.

## Historisches
Die Poincaré-Gruppe taucht historisch zum ersten Mal bei der Untersuchung der Invarianzen der Elektrodynamik durch Poincaré, Lorentz und andere auf und spielte eine entscheidende Rolle bei der Formulierung der speziellen Relativitätstheorie. Insbesondere wurde die Poincaré-Gruppe nach der Formalisierung der Relativitätstheorie durch Hermann Minkowski zu einer wichtigen mathematischen Struktur in allen relativistischen Theorien, darunter in der Quantenelektrodynamik bzw. Quantenfeldtheorie.

## Geometrische Definition
Die Poincaré-Gruppe ist die affine Invarianzgruppe des pseudo-euklidischen Minkowskiraumes {\displaystyle \mathbb {R} ^{3+1}}, insbesondere ist der Minkowskiraum bezüglich der Poincaré-Gruppe ein homogener Raum, dessen Geometrie sie im Sinne des Erlanger Programms definiert. Sie unterscheidet sich von der
Lorentz-Gruppe, die die lineare Invarianzgruppe des Minkowskiraums ist, durch die Hinzunahme von Translationen. Sie ähnelt daher in ihrer Struktur der euklidischen Gruppe im dreidimensionalen Raum, die alle geometrischen Kongruenzabbildungen enthält. Tatsächlich ist die Euklidische Gruppe als Untergruppe in der Poincaré-Gruppe enthalten. Der wesentliche Unterschied besteht jedoch darin, dass die Poincaré-Gruppe nicht die Längen und Winkel im dreidimensionalen Raum erhält, sondern die bezüglich des indefiniten Pseudo-Skalarprodukts im Minkowskiraum definierten Längen und Winkel. Insbesondere erhält sie sogenannte Eigenzeitabstände in der speziellen Relativitätstheorie.

## Algebraische Definition
Die Poincaré-Gruppe ist das semidirekte Produkt der Lorentzgruppe {\displaystyle O(3,1)} und der Gruppe der Translationen im {\displaystyle \mathbb {R} ^{3+1}}. Jedes Element der Poincaré-Gruppe ist also als Paar
{\displaystyle (\Lambda ,\mathbf {a} ):\quad \Lambda \in O(3,1),\mathbf {a} \in \mathbb {R} ^{3+1}}
darstellbar, und die Gruppenmultiplikation ist durch
{\displaystyle (\Lambda ,\mathbf {a} )\cdot (\Lambda ',\mathbf {a} ')=(\Lambda \cdot \Lambda ',\mathbf {a} +\Lambda (\mathbf {a} '))}
gegeben, wobei die Lorentztransformation {\displaystyle \Lambda } in ihrer natürlichen Wirkung als Automorphismus auf {\displaystyle \mathbb {R} ^{3+1}} wirkt.

## Weitere Eigenschaften
Die Poincaré-Gruppe ist eine 10-dimensionale nicht-kompakte Liegruppe. Sie ist ein Beispiel einer nicht halbeinfachen Gruppe.
Die Lie-Algebra der Poincaré-Gruppe wird durch die folgenden Relationen definiert:
{\displaystyle {\begin{aligned}{}[P_{\mu },P_{\nu }]&=0\\{}[M_{\mu \nu },P_{\kappa }]&=\eta _{\mu \kappa }P_{\nu }-\eta _{\nu \kappa }P_{\mu }\\{}[M_{\mu \nu },M_{\kappa \lambda }]&=\eta _{\mu \kappa }M_{\nu \lambda }-\eta _{\mu \lambda }M_{\nu \kappa }-\eta _{\nu \kappa }M_{\mu \lambda }+\eta _{\nu \lambda }M_{\mu \kappa }\end{aligned}}}
wobei {\displaystyle P_{\mu }} die vier infinitesimalen Erzeuger der Translationen und  {\displaystyle M_{\mu \nu }} die sechs infinitesimalen Erzeuger der Lorentz-Transformationen sind.
Die beiden Casimir-Operatoren der Poincaré-Gruppe, die mit allen Generatoren vertauschen, sind
{\displaystyle {\begin{aligned}&P^{\alpha }P_{\alpha }\\&W^{\alpha }W_{\alpha }={\frac {1}{4}}\varepsilon ^{\alpha \beta \gamma \delta }{\varepsilon _{\alpha }}^{\nu \rho \sigma }P_{\beta }M_{\gamma \delta }P_{\nu }M_{\rho \sigma }\end{aligned}}}
Physikalisch sind dies das Quadrat des Viererimpulses {\displaystyle P^{\alpha }P_{\alpha }} und das Quadrat des Pauli-Lubanski-Pseudovektors {\displaystyle W^{\alpha }W_{\alpha }}. Der Faktor {\displaystyle 1/4} ist Konvention.